# Ivan Kastelic (zdravnik)
Ivan Kastelic, slovenski zdravnik pnevmoftiziolog, specialist za socialno medicino in univerzitetni profesor, * 16. oktober 1920, Ljubljana, † 13. marec 2001, Ljubljana.
Kastelic je študij medicine začel na Medicinski fakulteti v Ljubljani, diplomiral pa je leta 1945 v Padovi. Leta 1956 je opravil specializacijo iz pnevmoftiziologije, 1966 pa še iz socialne medicine. Doktoriral je 1970 v Zagrebu.
Kastelic, ki je bil pred doktoratom zaposlen v Ilirski Bistrici in Kopru, se je po doktoratu zaposlil na Zavodu za zdravstveno varstvo v Ljubljani, od leta 1976 dalje pa je bil profesor na Medicinski fakulteti v Ljubljani za socialno medicino in higieno.
Kot raziskovalec je Kastelic proučeval zdravstveno stanje prebivalstva v Sloveniji. Sam ali v soavtorstvu je izdal preko 40 publikacij in objavil preko 50 znanstvenih razprav v domovini in tujini.

## Biblografija
- Uveljavitev organizirane zdravstvene preventive (COBISS)
- Higiena I (COBISS)